# かもめの玉子
かもめの玉子（かもめのたまご）は、さいとう製菓株式会社が製造している岩手県大船渡市の郷土菓子。
黄味餡を薄いカステラ生地で包んで焼き上げ、全体をホワイトチョコでコーティングした卵型の菓子である。
販売はさいとう製菓の子会社・株式会社鴎の玉子が行っている。
大船渡市を代表する菓子として人気の高い三陸土産の定番で、県内限定の季節商品や一口サイズの「ミニかもめの玉子」など、様々なバリエーションが販売されている。

## 商品種類
- かもめの玉子
- ミニかもめの玉子
- 黄金かもめの玉子
- りんごかもめの玉子
- かもめのショコらん
- かもめの玉子　ばなちょ[1]
- お芋わかきもかもめの玉子[2]
- 翼竜の玉子[3]
- 紅白かもめの玉子
- ミニ紅白かもめの玉子
- ミニ夫婦かもめの玉子
- 紅白かもめの玉子（2個入り）
- 季節限定かもめの玉子（ミニサイズ9個入り）

1. 春 いちご
2. 夏 ブルーベリー
3. 秋 栗
4. 冬 みかん[4]

- SL銀河C58 239

## ゆりかもめの玉子
『東京タワーさんままつり』をきっかけに港区との交流が出来たさいとう製菓によって、都の鳥『ゆりかもめ』にちなんだ商品として製作され、2010年3月23日に発売された。
京葉道路下り線パサール幕張以外は全て都内での販売となっている。
正式発売の前日となる3月22日には、東京タワーで先行発売もされた。
かもめの玉子とはコーティングしているチョコの色が異なる他、こちらは中心部に練乳が入っているなどの差異がある。